# Francisco Sionil José
Francisco Sionil José (Rosales, Pangasinán; 3 de diciembre de 1924-Macati, Gran Manila; 6 de enero de 2022) fue un escritor y periodista filipino, uno de los más leídos dentro de su nación en idioma inglés cuya obra analiza la lucha de clases y el colonialismo en la sociedad filipina. Sus obras -escritas en inglés- han sido traducidas a 28 idiomas, entre ellos coreano, indonesio, checo, ruso, letón, ucraniano y holandés.  A menudo se le consideró el principal candidato filipino al Premio Nobel de Literatura. 

## Biografía
José nació en Rosales (Pangasinán), escenario de muchas de sus historias.  Pasó su infancia en el Barrio Cabugawan de Rosales, donde empezó a escribir. José es de ascendencia Ilocano y su familia emigró a Pangasinán antes de su nacimiento. Huyendo de la pobreza, sus antepasados viajaron desde Ilocos hacia Cagayan Valley a través del Camino de Santa Fe. Como muchas familias de emigrantes, trajeron consigo sus posesiones de toda la vida, incluidos los postes molave desarraigados de sus antiguas casas y su alsong, un mortero de piedra para machacar el arroz.
Una de las mayores influencias para José fue su laboriosa madre, que se desvivía por conseguirle los libros que le gustaba leer, al tiempo que se aseguraba de que su familia no pasara hambre a pesar de la pobreza y la falta de tierras. José empezó a escribir en primaria, al mismo tiempo que empezaba a leer.  En quinto curso, una de las profesoras de José abrió la biblioteca de la escuela a sus alumnos, y así fue como José consiguió leer las novelas de José Rizal, Mi Antonia de Willa Cather, Faulkner y Steinbeck.  Leer sobre Basilio y Crispín en Noli Me Tangerede Rizal hizo llorar al joven José, porque la injusticia no le era algo ajeno.  Cuando José tenía cinco años, su abuelo, que había sido soldado durante la revolución filipina, le había enseñado entre lágrimas la tierra que su familia había cultivado en el pasado, pero que les había sido arrebatada por ricosmestizos, ricos terratenientes que sabían cómo hacer funcionar el sistema contra analfabetos como su abuelo.

## Trayectoria
Asistió a la Universidad de Santo Tomás después de la Segunda Guerra Mundial, pero abandonó los estudios y se lanzó a  la escritura y el periodismo en Manila. En los años siguientes, editó varias publicaciones literarias y periodísticas, fundó una editorial y creó la rama filipina de PEN, una organización internacional de escritores. José recibió numerosos premios por su obra. Los pretendientes es su novela más popular, que narra la alienación de un hombre de origen pobre y la decadencia de la familia rica de su esposa.

"...Su asombrosa facilidad para convertir la aventura personal en metáfora colectiva y su prosa rigurosa y llena de matices le han valido comparaciones con gigantes de la literatura universal como Dickens, Faulkner  y Tolstoi..."

"...Autor comprometido socialmente, fue perseguido por la dictadura de Marcos que no logró acallar a este firme candidato al Premio Nobel de Literatura.
Reseña de su obra Amanecer.

La vida y los escritos de José Rizal influyeron profundamente en la obra de José. La Saga Rosales, de cinco volúmenes, en particular, emplea e integra temas y personajes de la obra de Rizal.
A lo largo de su carrera, los escritos de José abogan por la justicia social y el cambio para mejorar la vida de las familias filipinas medias. Es uno de los autores filipinos más aclamados por la crítica internacional, aunque muy infravalorado en su propio país por su auténtico inglés filipino y sus opiniones contrarias a las élites.

"Autores como yo eligen la ciudad como escenario de su ficción porque la propia ciudad ilustra el progreso o la sofisticación que ha alcanzado un determinado país. O, por otro lado, también puede reflejar el tipo de decadencia, tanto social como tal vez moral, que ha sobrevenido a un determinado pueblo."
“”'F. Sionil JoséBBC.com, 30 de julio de 2003

José también era propietario de la Librería Solidaridad, situada en la calle Padre Faura de Ermita (Manila). La librería ofrece sobre todo libros difíciles de encontrar y material de lectura en filipino previamente comisariado por su mujer, Teresita, y selecciones extranjeras previamente comisariadas por él mismo. Se dice que es uno de los lugares favoritos de muchos escritores locales.
En su columna habitual, Hindsight, en The Philippine STAR, fechada el 12 de septiembre de 2011, escribió «Why we are shallow», culpando del declive del nivel intelectual y cultural filipino a una serie de comodidades modernas, como los medios de comunicación, el sistema educativo -en particular, la pérdida de énfasis en la literatura clásica y el estudio del griego y el latín- y la abundancia e inmediatez de la información en Internet.
Nominado en numerosas ocasiones al Premio Nobel de Literatura, la Biblioteca Nobel de la Academia Sueca posee 39 ejemplares de las obras de Sionil José en traducciones al inglés y al francés.

## Muerte
José murió en la noche del 6 de enero de 2022, a los 97 años, en el Centro Médico de Makati, donde tenía programada una angioplastia al día siguiente.

## Premios
Cinco obras de José han sido galardonadas con los Premios Conmemorativos Carlos Palanca de Literatura: sus cuentos El ladrón de dioses en 1959, Waywaya en 1979, Árbol de Fuego en 1980, su novela Misa en 1981, y su ensayo Un escenario para la resistencia filipina en 1979. 
Con el cambio de siglo, José siguió recibiendo el reconocimiento de varios organismos galardonados. Entre ellos, el Premio del Centenario del Centro Cultural de Filipinas en 1999, la prestigiosa Ordre des Arts et des Lettres en 2000 y la Orden del Tesoro Sagrado (Kun Santo Zuiho Sho) en 2001. Ese mismo año, el gobierno filipino le concedió el prestigioso título de Artista Nacional de Literatura por su destacada contribución a la literatura filipina. En 2004, José obtuvo el codiciado Premio Centenario Pablo Neruda en Chile. 

## Obra

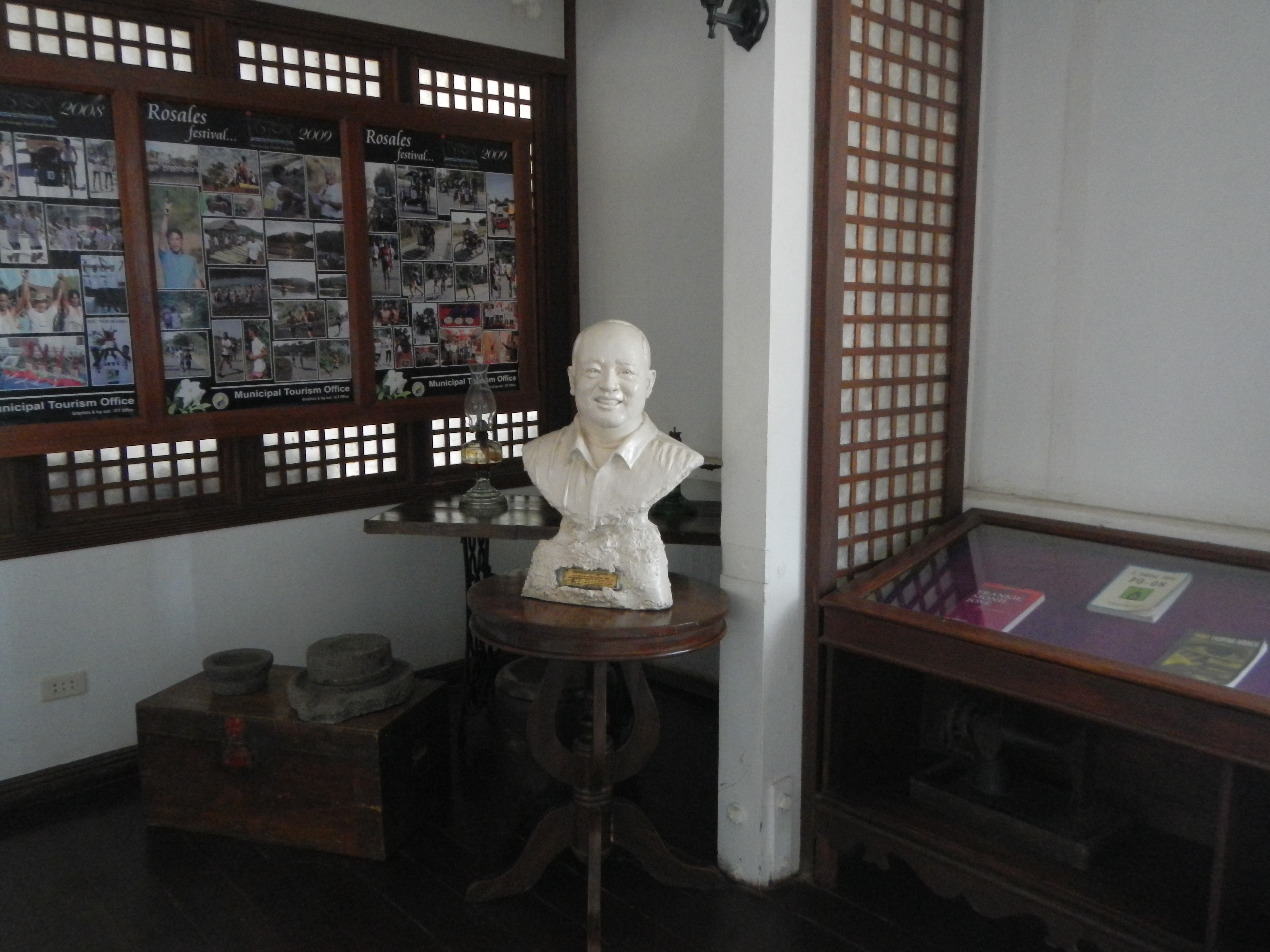
Busto en su ciudad natal.

La Saga Rosales es una serie de cinco títulos que abarca tres siglos de la historia de Filipinas, traducidos a 22 idiomas.
- 1962, The Pretenders  (ISBN 971-8845-00-3)
- 1973,  Mi hermano, mi enemigo (ISBN 971-8845-16-X)
- 1974,  Mass (ISBN 0-86861-572-2)
- 1978,  El árbol de la esperanza (ISBN 971-8845-14-3)
- 1984,  Anochecer (Dusk)  (ISBN 971-8845-10-0)